# Les Saisies

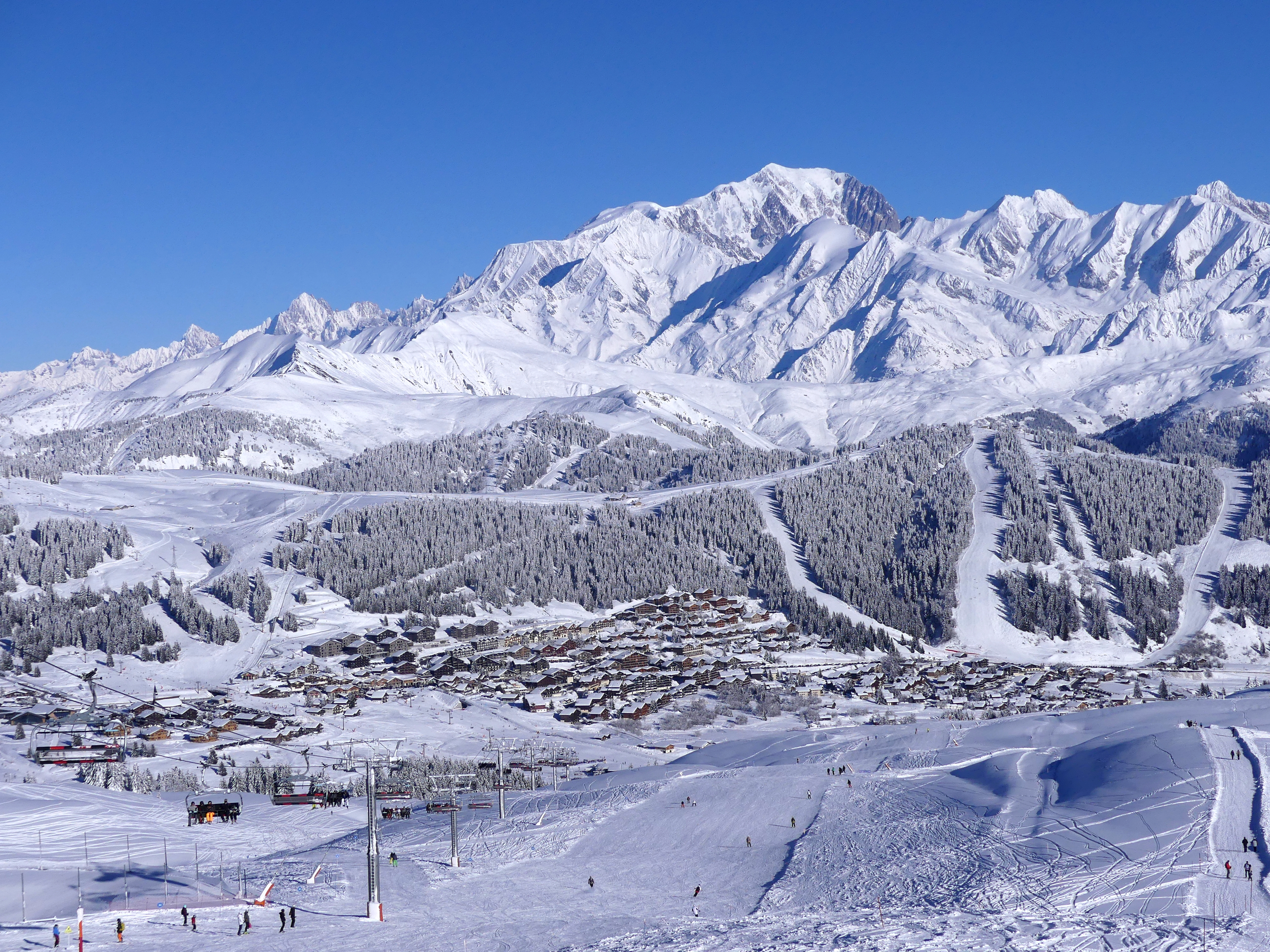
Alcune piste viste dal monte Bisanne

Les Saisies è una stazione sciistica francese che si estende presso il Col des Saisies, nel comune di Hauteluce in Savoia, a 30 km da Albertville. Attrezzata con 53 piste di sci alpino, 15 di sci di fondo e 30 impianti di risalita, si estende a 1650 m s.l.m. e fa parte del comprensorio sciistico Espace Diamant; il centro per lo sci nordico fu realizzato in occasione dei XVI Giochi olimpici invernali di Albertville 1992.
La stazione ha ospitato le prove di biathlon ai XVI Giochi olimpici invernali (le prime a includere anche le donne) e varie tappe della Coppa del Mondo di biathlon e della Coppa del Mondo di sci di fondo, oltre a numerose gare minori di sci alpino e di sci di fondo. Ospitò anche due puntate dell'edizione 1988 di Giochi senza frontiere.